# Viktor Götesson
Viktor Götesson, född 14 juli 1995, är en svensk fotbollsspelare.

## Karriär
Götessons moderklubb är Ifö/Bromölla IF. Han gick därifrån till Mjällby AIF. I juli 2014 skrev han på ett A-lagskontrakt. Den 4 augusti 2014 gjorde han allsvensk debut för Mjällby i en 1–0-förlust mot Gefle IF, där han byttes in i den 57:e minuten mot Victor Nilsson. Den 14 januari 2015 värvades Götesson till IF Elfsborg.
Inför säsongen 2017 lånades Viktor Götesson ut till Falkenbergs FF. Den 1 februari 2018 värvades Götesson av Degerfors IF, där han skrev på ett tvåårskontrakt.
I december 2019 värvades Götesson av AFC Eskilstuna, där han skrev på ett treårskontrakt. I mars 2022 förlängde Götesson sitt kontrakt fram över säsongen 2023 med option på ytterligare ett år.